# Comté de Choctaw (Alabama)
Pour les articles homonymes, voir Comté de Choctaw.
Le comté de Choctaw est un comté des États-Unis, situé dans l'État de l'Alabama. Le siège du comté est Butler.

## Histoire
Le comté a été fondé le 29 décembre 1847.

## Démographie
| 1850  | 1860   | 1870   | 1880   | 1890   | 1900   |
| ----- | ------ | ------ | ------ | ------ | ------ |
| 8 389 | 13 877 | 12 676 | 15 731 | 17 526 | 18 136 |

| 1910   | 1920   | 1930   | 1940   | 1950   | 1960   |
| ------ | ------ | ------ | ------ | ------ | ------ |
| 18 483 | 20 753 | 20 513 | 20 195 | 19 152 | 17 870 |

| 1970   | 1980   | 1990   | 2000   | 2010   | - |
| ------ | ------ | ------ | ------ | ------ | - |
| 16 589 | 16 839 | 16 018 | 15 922 | 13 859 | - |

## Géographique
Lors du recensement de 2000, le comté avait une superficie totale de 2 385,0 km2, dont 2 366,0 km2 de terre (99,20 %) et 19,0 km2 d'eau (0,80 %).

### Principales autoroutes
- U.S. Route 84
- U.S. Route 10
- U.S. Route 17

### Comtés adjacents
| Comté de Lauderdale (Mississippi) | Comté de Sumter     | Comté de Marengo                  |
| Comté de Clarke (Mississippi)     | Comté de Choctaw    | Comté de Marengo, Comté de Clarke |
| Comté de Wayne (Mississippi)      | Comté de Washington | Comté de Clarke                   |

### Zone naturelle protégée
- Choctaw National Wildlife Refuge

## Localités
Liste des Cities et Towns.
- Butler
- Gilbertown
- Lisman
- Needham
- Pennington
- Silas
- Toxey

Liste des zones non incorporées.
- Bladon Springs
- Jachin
- Melvin
- Mount Sterling
- Pushmataha
- Yantley

Liste des census-designated places.
- Cullomburg